# 德維爾斯冰川
86°23′S 165°0′W / 86.383°S 165.000°W
德維爾斯冰川是南極洲的冰川，位於阿蒙森海岸，長30公里、寬13公里，最終注入阿蒙森冰川，1911年由挪威探險家羅爾德·阿蒙森率領的探險隊發現，現時由南極條約體系管理。